# استسلام (عسكري)

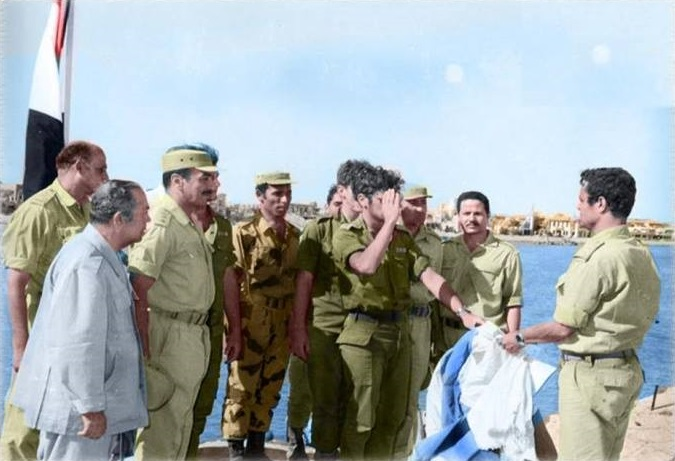
استسلام قائد إسرائيلي للقوات المصرية سنة 1973

توقيع استسلام اليابان غير المشروط في الثاني من سبتمبر لعام سنة 1945

استسلام هو لفظ يمكن أن يكون سلميا دون قتال، أو نتيجة لهزيمة في معركة؛ يرمز له عادة بجملة رفع الراية البيضاء.
من الناحية العسكرية يمكن تعريفه على أنه تخلي عن السيطرة على أراضي أو مقاتلين أو حصون أو سفن أو تسلح كانت خاضعة لسيطرة الجانب المستسلم لفائدة قوة أخرى. حيث يمكن لدولة ذات سيادة أن تستسلم بعد هزيمتها في الحرب، عن طريق التوقيع على معاهدة سلام أو اتفاق استسلام. كما أن الاستسلام في ساحة القتال سواء كان من قبل المقاتلين أو بأمر من الضباط يجعل أولئك المستسلمين يطلق عليهم "أسرى حرب"،الاستسلام في مفهومه السياسي والعسكري قد يكون في بعض الاحيان أفضل الحلول وأنسبها لتجنب عواقب قد تزيد الاوضاع تأزما أكثر،وترفع عدد الضحايا.